# Кабанов, Кирилл Викторович
Кири́лл Ви́кторович Каба́нов (род. 13 июня 1967, Москва) — российский государственный деятель, председатель Национального антикоррупционного комитета РФ, член Совета при Президенте РФ по развитию гражданского общества и правам человека.

## Биография
Кирилл Викторович Кабанов родился 13 июня 1967 года в Москве. В 1984 году закончил среднюю школу № 875 г. Москвы.
- 1984-1985 годы – студент Московского института электронного машиностроения, г. Москва.
- 1985-1989 годы – учился и окончил Вильнюсское Высшее командное училище радиоэлектроники ПВО,
  - затем — Санкт-Петербургский институт КГБ СССР.
- В конце 1980-х служил в советской армии,
- в начале 1990-х был сотрудником Общего отдела ЦК КПСС.
- С 1994 года служил в управлении ФСБ по Москве и Подмосковью, в подразделениях по борьбе с контрабандой и коррупцией.
- В 1998-1999 годах — консультировал частную охранную компанию ЧОП «КРОК секьюрити», г. Москва.
- Затем занимал пост директора некоммерческого «Фонда содействия решению проблем местного самоуправления и безопасности общества».
- В 2000-2003 годах — заместитель руководителя АНО по обеспечению деятельности Национального антикоррупционного комитета «Антикоррупционный центр».
  - В 2002-м, на общественных началах, он был зампредом Координационной антинаркотической комиссии Центрального федерального округа,
- с 2003 года исполнял обязанности главы Национального антикоррупционного комитета.
  - В 2005 году Кирилл Кабанов официально возглавил комитет.
- В 2008 году указом президента включён в состав Совета по развитию институтов гражданского общества и правам человека.

## Высказывания
Член Совета по правам человека Кирилл Кабанов периодически высказывается как против мусульман, так и против всего нерусскоязычного населения страны. Так в 2024 году Кабанов заявил, что Дагестан превращается «в оплот чуждого и враждебного нам радикализма, псевдорелигиозной и культурной нетерпимости» из-за отказа местных жителей проводить «Миссис Россия — BRICS» в Дербенте. Позже Кабанов обвинил мигрантов в «халялизации экономики», назвав их «басурманами». Также Кабанов является сторонником запрета получать образования детям, не знающим русский язык.